# 豊福海央
豊福 海央（とよふく みお、6月 - ） は、あいテレビのアナウンサー。

## 来歴
兵庫県芦屋市出身。甲南女子高等学校、立命館大学政策科学部卒業。
大学を卒業後、2021年4月にあいテレビに入社。同局のアナウンサーになり、同年6月22日に昼のローカルニュースで初鳴きを果たした。同年10月からは、TBSテレビ『THE TIME,』の「列島リアルタイム中継」愛媛県担当キャスターを務めている。

## 人物
中学・高校の6年間は放送部に所属。2015年には、近畿高等学校総合文化祭で放送部門・朗読小部門の最優秀賞に選ばれている。
大学では立命館大学放送局 (RBC) に所属。「完全な裏方もやってみたい」という思いから音声技術部に入っていた。学外では2019年に、兵庫県のPRをする親善大使「フラワープリンセスひょうご」に任命されている。

## 担当番組
- THE TIME, - 「列島リアルタイム中継」愛媛県担当キャスター（2021年10月 - ）
- よるマチ!（2022年2月10日 - ）[7]
- Nスタえひめ[8]
- なぞマチ!?[9]
- SDGs学園PLUS